# Jean-Paul Marat
Jean-Paul Marat (Boudry, Švicarska, 24. svibnja 1743. – Pariz, 13. srpnja 1793.), francuski revolucionar.
Bio je liječnik, publicist, fizičar i pisac. Medicinu studira u Parizu, a zatim djeluje u Velikoj Britaniji. Boraveći u Londonu 1773. godine objavio je "Filozofski esej o čovjeku", u kojem tvrdi da jedino fiziologija može razjasniti povezanost duše i tijela. Kritiku državnog uređenja Engleske (1774.) objavio je u dijelu "Okovi ropstva". Traži ukidanje smrtne kazne te prevenciju zločina odgojem. Revolucija ga potpuno uvlači u politiku. Nakon pada Bastille zbližava se s jakobincima. Izdaje nekoliko novina (najpoznatije L’Ami du peuple) u kojima traži slobodu tiska i oštro kritizira aristokratsko društvo.  Biran je u Konvent, gdje se nije vezao ni uz jednu stranku. Nakon pogubljenja kralja Luja XVI. sukobio se sa žirondincima. Smatrajući ga suviše "crvenim" republikancem, optužili su ga zbog veleizdaje i predali Revolucionarnom sudu, koji ga je 1793. oslobodio optužbe. Jedan je od od organizatora ustanka kojim su svrgnuti žirondinci. Ubila ga je mlada revolucionarka Charlotte Corday, koja je vjerovala da će Maratova smrt smiriti sukobe jakobinaca i žirondinaca nakon prevrata. Njegova smrt je tema znamenitog ulja na platnu Mrtvi Marat (1793.) klasicističkog slikara Jacquesa Louisa Davida, koje se čuva u Kraljevskom muzeju umjetnosti u Bruxellesu.